# 阿納波河

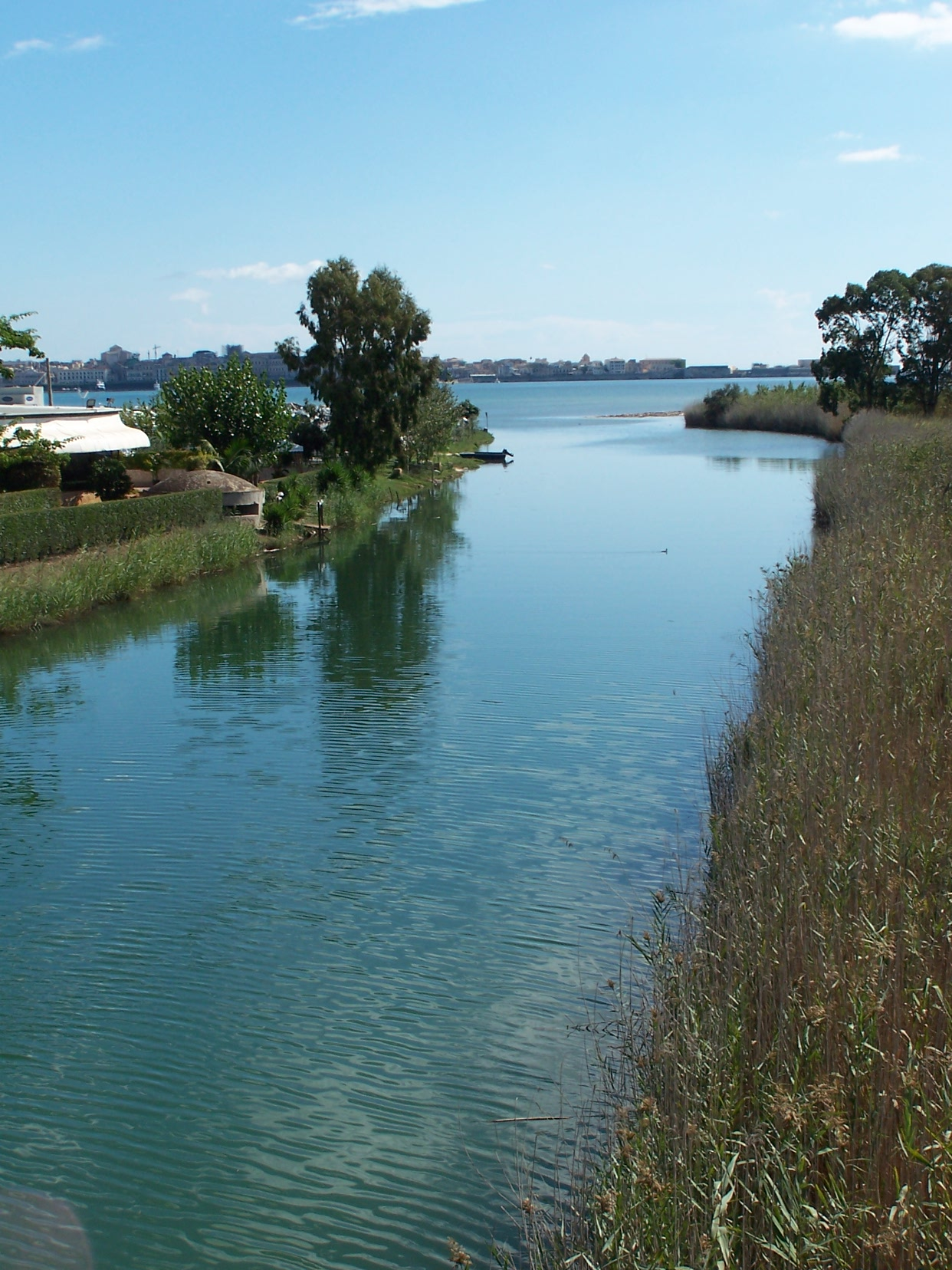

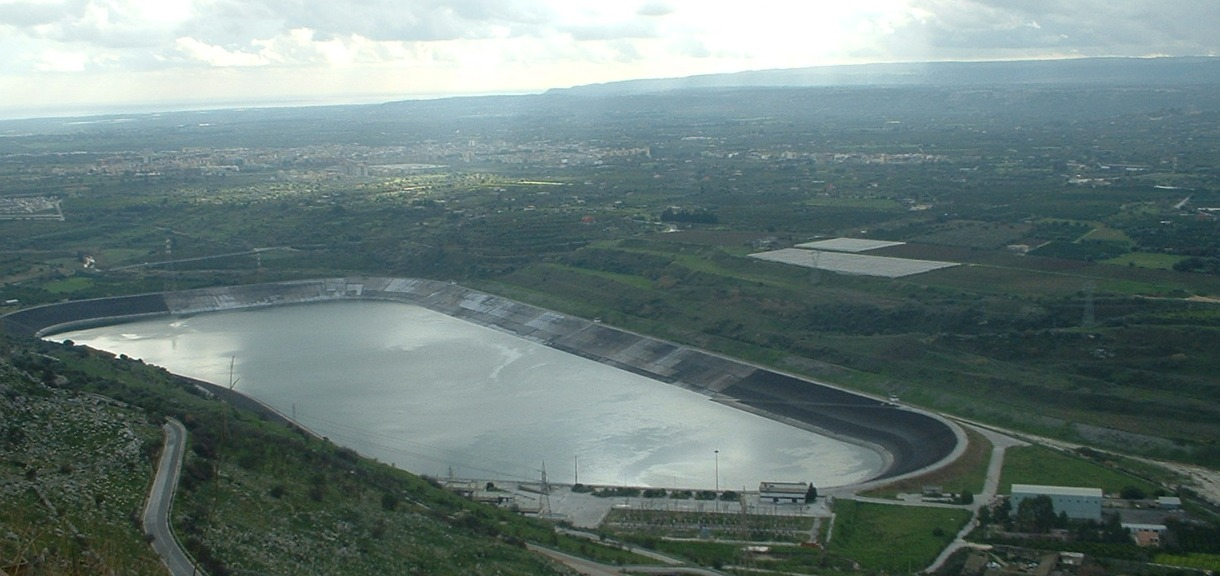

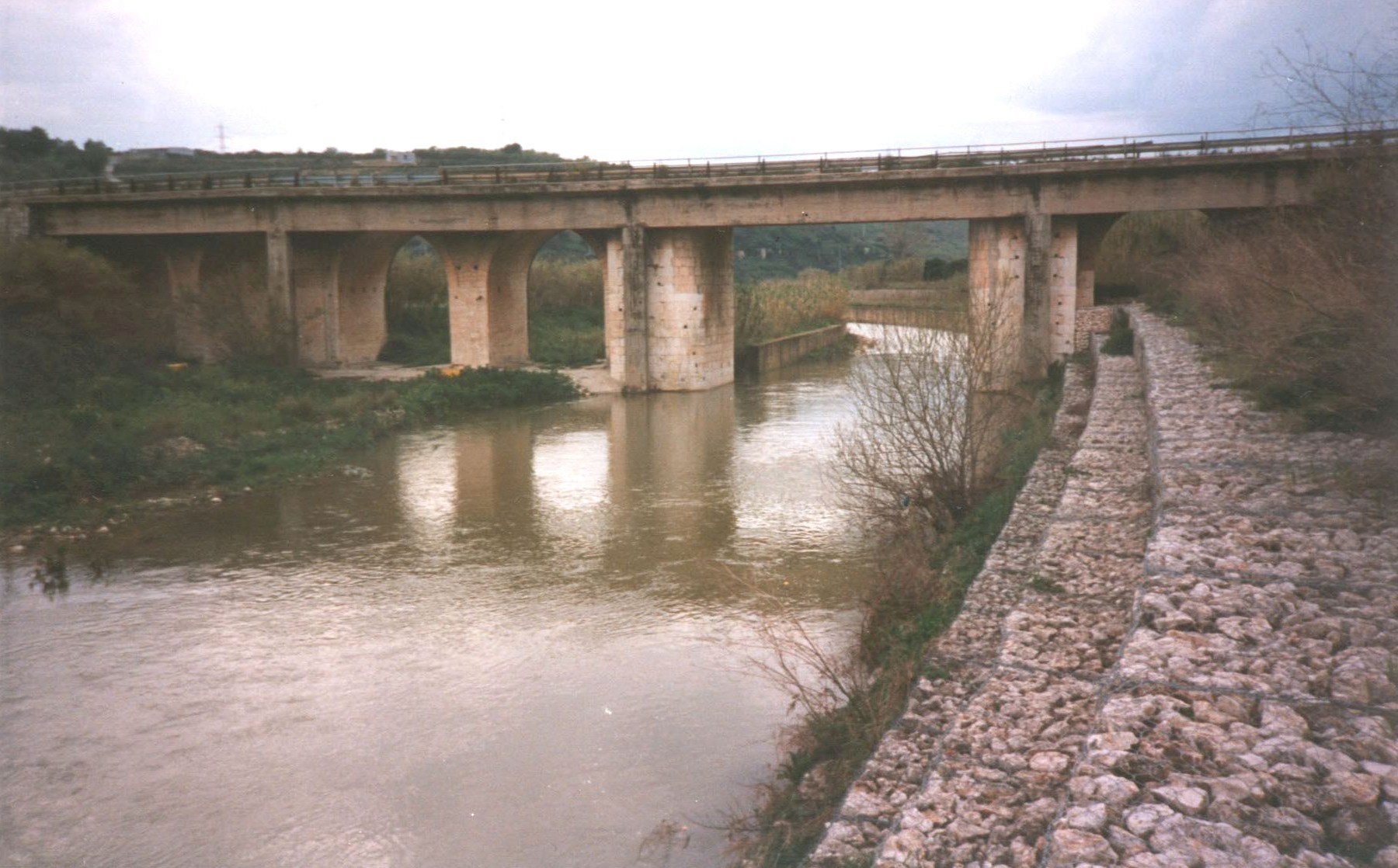

阿納波河是意大利的河流，位於西西里島，河道全長52公里，流域面積180平方公里，平均流量每秒0.99立方米，發源自帕拉佐洛阿克雷伊德，最終注入愛奧尼亞海。

## 外部連結
- Fiume Anapo （页面存档备份，存于） （意大利文）

37°03′N 15°16′E / 37.050°N 15.267°E